# Roberto Pereyra
Roberto Maximiliano Pereyra (São Miguel de Tucumã, 7 de janeiro de 1991) é um futebolista argentino que atua como meia. Atualmente está no AEK Atenas.

## Clubes

### River Plate
Iniciou profissionalmente no River Plate em 2008, mas só entrou em campo pela primeira vez no ano seguinte. Na ocasião, dividiu o elenco com Radamel Falcao em uma derrota por 4 a 0 diante o Huracán pelo Torneo Clausura daquela época.
Em 45 partidas, Roberto não marcou nenhum gol, mas passou a ser um atleta utilizado com frequência a partir de 2010 e chamou a atenção de equipes da Itália e de Portugal.
Antes do fim de sua passagem, Pereyra amargou um rebaixamento com o River Plate no Campeonato Argentino de Futebol de 2010–11. Nesse momento, Pereyra era um atleta que estava consolidado no time titular, mas as performances do clube não eram satisfatórias e a equipe do Monumental de Nuñes teve de ser direcionado à segunda divisão após não vencerem o Belgrano nos play-offs.

### Udinese
Transferiu-se a Udinese em 31 de agosto de 2011 por cinco temporadas.
Em sua primeira passagem pelo clube italiano, Pereyra conseguiu participar de competições europeias com frequência, tendo disputado a Liga Europa e os Play-offs da Liga dos Campeões. Mas suas melhores performances ocorreram no Campeonato Italiano.
Pereyra estreou na Série A contra a Juventus no dia 28 de janeiro de 2012 após Mauricio Isla sair dos gramados nos últimos cinco minutos de jogo. Mas o primeiro gol do argentino só ia ocorrer três meses depois; na partida, o atleta deu um chute de fora da área e marcou o segundo gol do seu clube na vitória diante a Lazio.
Curiosamente, o time adversário contava com Lionel Scaloni na defesa. Os dois iriam se reencontrar futuramente em jogos do futebol italiano, mas foi na Seleção Argentina que ambos iriam ter mais contato. Scaloni, após sua aposentadoria, tornar-se-ia o treinador da Albiceleste e optaria por ter Pereyra no elenco da Copa América de 2019. Nessa época, o jogador estava há algum tempo sem ser chamado pelos treinadores antigos, mas retornou justamente no período do futuro campeão mundial.
Esse trunfo diante a Lazio foi a primeira das últimas quatro vitórias da Udinese no Campeonato. Desse modo, quando as rodadas se encerraram, o clube atingiu a terceira colocação e teve a oportunidade de garantir-se nos play-offs da Liga dos Campeões da época seguinte. Além de Pereyra, o time tinha no elenco o ídolo Antonio Di Natale e o goleiro Samir Handanovič; ambos figuras consistentes do elenco.
No ano de 2014, enquanto disputava a Coppa Italia de 2013–14, Pereyra viu a equipe eliminar a Inter de Milão e o Milan na sequência para conseguirem vaga na semifinal. Porém, ao enfrentarem a Fiorentina, tiveram uma eliminação em um placar agregado de 3 a 2.
Apesar do insucesso nas competições que disputava, Roberto era uma figura recorrente no time e chegou a marca de mais de 100 jogos com o clube. No ano de 2014, o jovem sul-americano passou a ser cotado pela Juventus após fazer sete gols nas duas últimas edições de Série A e foi contratado, inicialmente, por empréstimo com uma opção de compra.

### Juventus

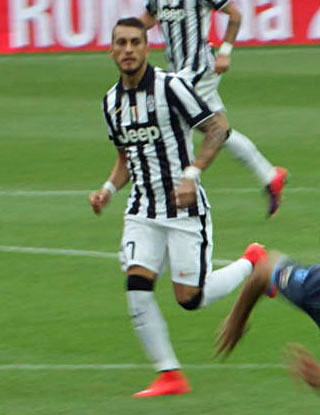
Roberto pela Juventus em 2015.

Em 25 de julho de 2014 foi emprestado para a Juventus por quatro temporadas.
Na Velha Senhora, o jogador fez uma boa época de estreia e marcou todos os gols de sua passagem no clube na temporada 2014–15. Lá, o meio-campista conseguiu chegar ao pódio de todas as competições que disputou,  tendo vencido duas delas: a Coppa Italia de 2014–15 e a Série A.
Em solo italiano, marcou gols em todas as competições que venceu na época. Fizera dois gols na Copa e aplicou mais quatro tentos na campanha que fez o time de Turim vencer o quarto título consecutivo.
O jogador também foi uma figura frequente na campanha da Juventus na Liga dos Campeões da UEFA de 2014–15, no entanto, não marcou nenhum gol na campanha que a equipe comandada por Massimiliano Allegri chegou até à final. Na decisão, entrou nos últimos dez minutos de jogo, substituindo Arturo Vidal, mas viu Luis Suárez e Neymar desempatarem a partida e darem o troféu ao Barcelona assim que o árbitro apitou pela última vez.
Na temporada, porém, Pereyra sofreu com jogos menos brilhantes e uma lesão muscular no fim de 2015. Além disso, seu compatriota Paulo Dybala havia chegado ao time e tinha se consolidado na equipe titular, dando menos oportunidades ao jogador.
Ao fim da sua segunda temporada, Roberto venceu a Coppa Italia de 2015–16, a Supercopa da Itália de 2015 e a Série A, mas não marcou nenhum gol em tais competições. Vendo que seu espaço havia sido reduzido de maneira considerável, o atleta e o time chegaram a um acordo para negociá-lo com um novo time.

### Watford

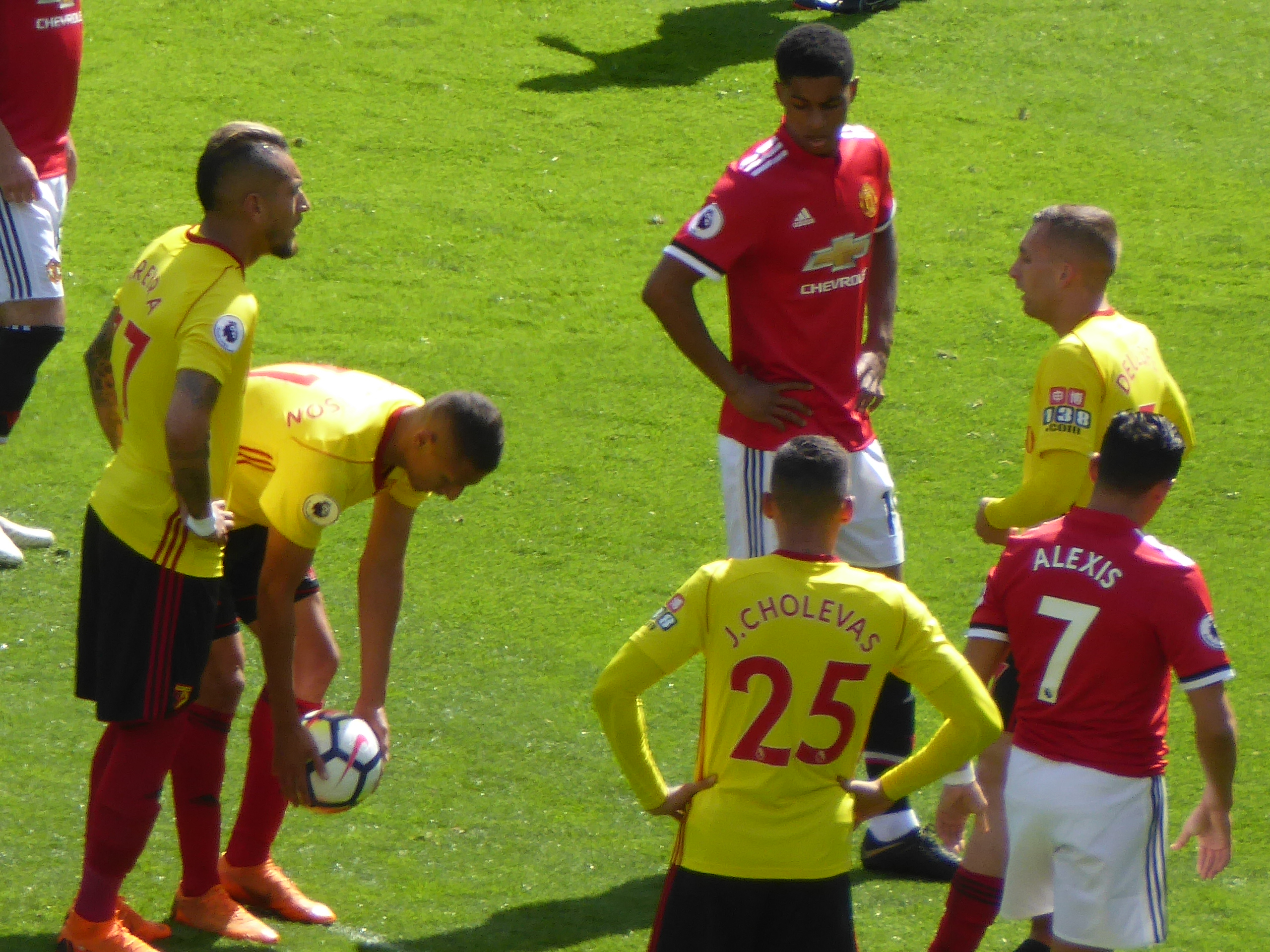
Roberto ao lado de Richarlison (com a bola) diante o Manchester United em 2018.

Em 19 de agosto de 2016 transferiu-se ao Watford por 13 milhões de euros, assinando contrato por cinco temporadas. E fez sua estreia na Premier League de 2016–17 na segunda rodada, onde marcou um em Petr Čech na derrota de 3 a 1 diante o Arsenal.
Nessa mesma competição, no entanto, o atleta rapidamente sofreu uma forte lesão no joelho no final de 2016 e só voltou a campo na época seguinte.
Quando pôde jogar regularmente na Premier League de 2017–18, o jogador tivera cinco tentos com a equipe do Vicarage Road. Entre seus gols, destaca-se o diante o Chelsea, quando golearam o time londrino por 4 a 1 dentro de casa. No primeiro turno, o jogador também balançou as redes de Thibaut Courtois, mas os Blues derrotaram o oponente por 4 a 2.
Mas foi na Premier League de 2018–19 que Pereyra teve seu melhor momento na competição inglesa. Marcando seis gols, incluindo mais um diante o Chelsea, o argentino concluiu sua temporada com mais gols no time na Liga. A equipe, porém, conseguiu somente a singela 11ª colocação na tabela final. Todos os gols de Roberto, no entanto, aconteceram na primeira metade da temporada.

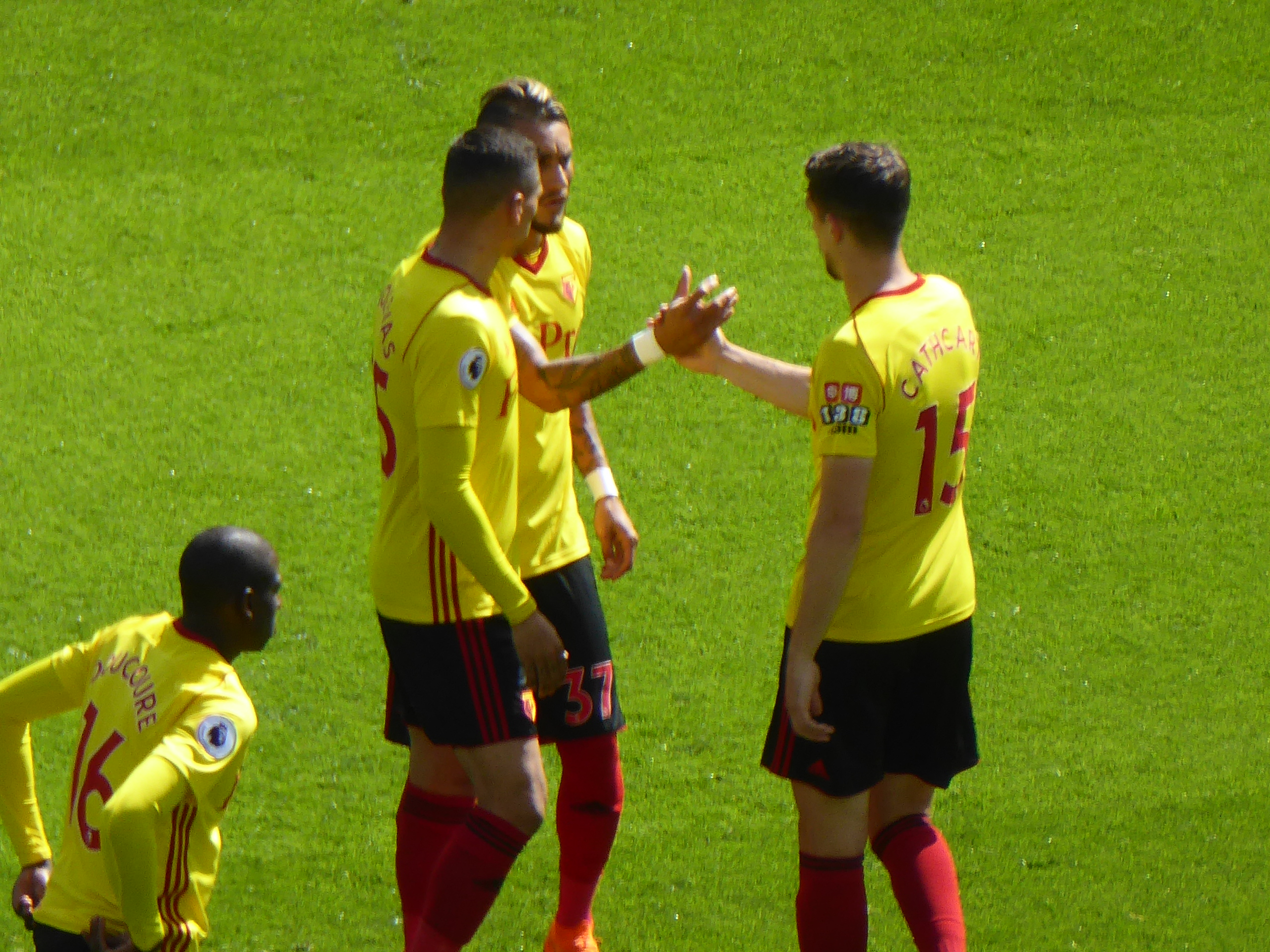
Pereyra e cumprimentando seu companheiro no Watford.

Ao mesmo tempo que o time fazia uma campanha regular na Premier League, o Watford surpreendia a Inglaterra avançando na competição mais tradicional do país. Apesar de não marcar nenhum gol, o médio esteve em campo nos últimos três jogos da campanha finalista do Watford na FA Cup de 2018–19. Na decisão, a equipe enfrentou o Manchester City e Pereyra viu David Silva, Gabriel Jesus, Kevin De Bruyne, Raheem Sterling e Bernardo Silva estufarem as redes de Gomes e garantirem um avassalador 6 a 0 para o time azul de Manchester.
Após essa temporada consistente, o time tivera uma queda em seu rendimento. A equipe não conseguiu avançar nas competições caseiras e amargava resultados negativos na Premier League de 2019–20. Seus dois gols na Liga, paralelo ao problema da Pandemia de COVID-19 na Inglaterra, fizeram o time somar pouco na tabela e ele terminou a temporada na 19ª colocação, sendo rebaixado à EFL Championship.
Após fazer 115 jogos pelo clube inglês, onde marcou 18 gols, o atleta decidiu deixar o time e retornar ao futebol italiano seis anos após sua saída.

### Udinese (segunda passagem)
Pereyra foi anunciado para temporada 2020–21 e marcou cinco gols em seu retorno. Todos foram marcados na Série A da mesma época.
Na temporada seguinte fizera menos partidas por conta de uma lesão sofrida na clavícula em uma partida do Campeonato Italiano diante o Genoa. Contudo, ainda chegou a marcar três gols na Liga Italiana e passou a assumir o posto de capitão da equipe na reta final da época.
No seu último ano de contrato com a Udinese, o jogador fizera 36 partidas e balançou as redes em cinco oportunidades, sendo todos esses gols em 34 jogos de Campeonato Italiano. Ainda que fosse o capitão do time, Pereyra não tinha assinado nenhuma renovação com seu time e ficou no aguardo de novas propostas. Entre os meses de junho e setembro, o atleta foi especulado em diversas equipes, mas o futebol brasileiro parecia ser o seu destino. Porém, Roberto optou por recusar uma proposta do Santos e renovar seu vínculo por mais uma época com a equipe Udine.
Após a renovação, o argentino não entrou em campo em nenhuma competição a não ser a Liga Italiana. Lá, em 27 partidas, o capitão do clube balançou as redes do Milan, Sassuolo, Bologna e da Roma (uma vez cada) antes de, mais uma vez, não renovar com a equipe local.

### AEK Atenas
No dia 12 de julho de 2024, o AEK Atenas anunciou a contratação de Pereira, com contrato até o verão de 2026.

## Seleção Nacional
Estreou pela Seleção Argentina principal em 11 de outubro de 2014 em partida amistosa contra o Brasil. O jogador passou a ser convocado com frequência durante os anos de 2014 e 2015, tendo estado na campanha vice-campeã da Copa América de 2015.
Após o ano de 2015, Roberto ficou muito tempo sem estar com a seleção, mas esboçou algum retorno em 2018, após a Copa do Mundo. Entre os anos de 2018 e 2019, ele novamente esteve presente em amistoso e chegou a ser convocado à Copa América de 2019, contudo só se fez presente nos gramados em uma partida e viu a seleção de Lionel Scaloni ficar com a quarta colocação.
Foi nesse seu retorno que o jogador marcou seus únicos dois gols nas 19 partidas feitas: um contra o Iraque e outro diante a Nicarágua em amistosos.

## Títulos
Juventus
- Campeonato Italiano: 2014–15, 2015–16
- Coppa Italia:2014–15, 2015–16
- Supercopa da Itália: 2015